# Кривошеин, Семён Моисеевич
Семён Моисеевич Кривошеин (28 ноября 1899, Воронеж, Российская империя — 16 сентября 1978, Красногорск, Московская область, РСФСР, СССР) — советский военачальник, участник Великой Отечественной войны. Гвардии генерал-лейтенант танковых войск (21.08.1943), Герой Советского Союза (29.05.1945).

## Начальная биография

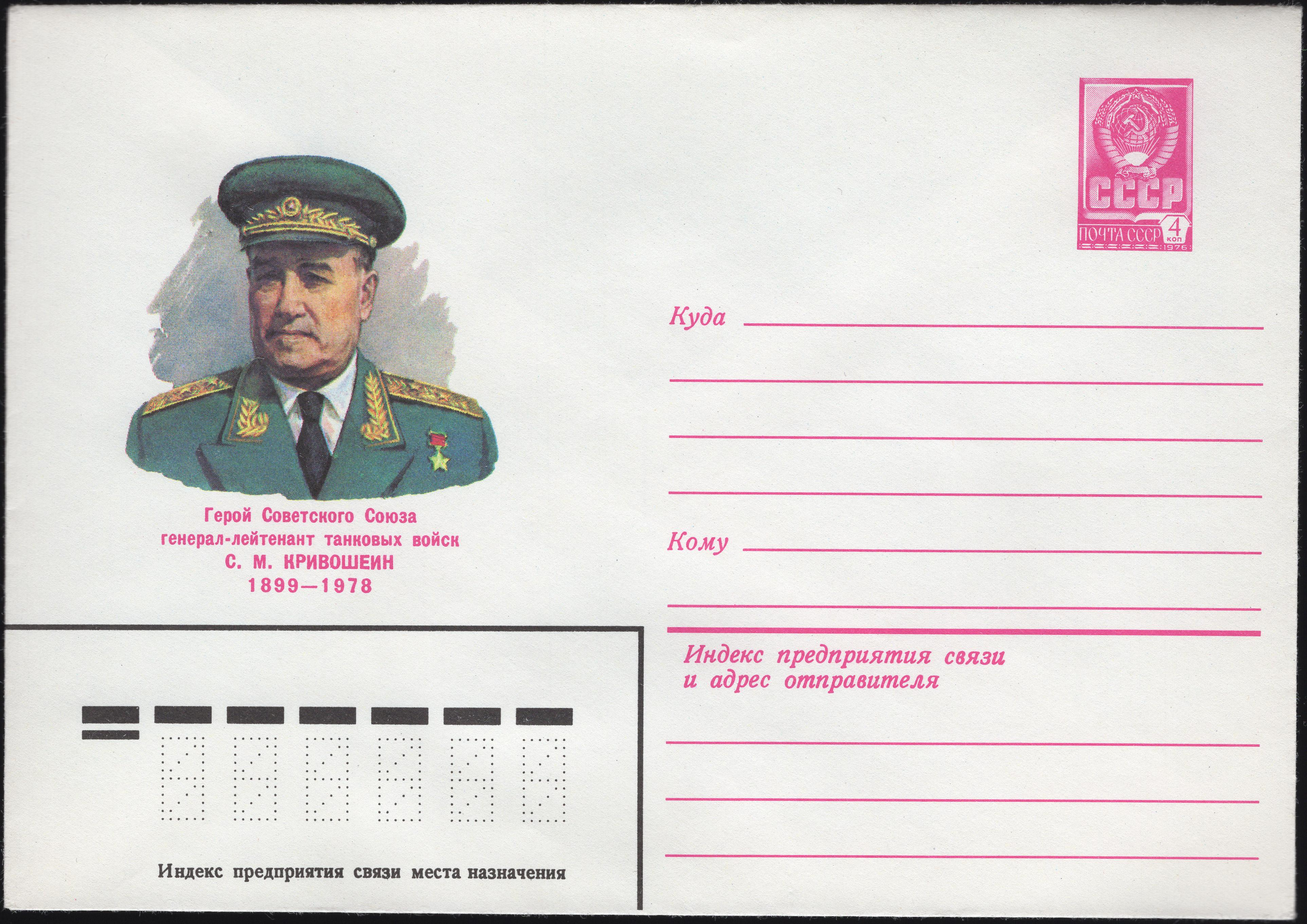
Почтовый конверт СССР, 1979 год

Семён Моисеевич Кривошеин родился 28 ноября 1899 года в Воронеже в семье еврея-кустаря. Еврей.
Окончил семь классов воронежской гимназии. Свободно владел французским языком.

## Военная служба

### Гражданская война
В июле 1918 года вступил в ряды РККА, после чего был направлен красноармейцем 107-го стрелкового полка Воронежской губернии.
С мая 1919 года служил красноармейцем дислоцированного в Луганске 12-го кавалерийского полка (12-я стрелковая дивизия, Южный фронт).
В 1919 году вступил в ряды РКП(б).
В ноябре того же года Кривошеин был переведён в 6-ю кавалерийскую дивизию (1-я Конная армия) на должность военкома эскадрона 34-го кавалерийского полка, а затем с апреля 1920 года последовательно назначался на должность военкома в 31-м, 33-м и 34-м кавалерийских полках, а в ноябре — на должность инструктора политического отдела 6-й кавалерийской дивизии.
В составе Южного фронта принимал участие в боевых действиях против войск генерала А. И. Деникина, летом 1920 года — в составе Юго-Западного фронта в боевых действиях в ходе советско-польской войны, а затем — в составе Южного фронта в боевых действиях в Крыму против войск под командованием генерала П. Н. Врангеля.

### Межвоенное время

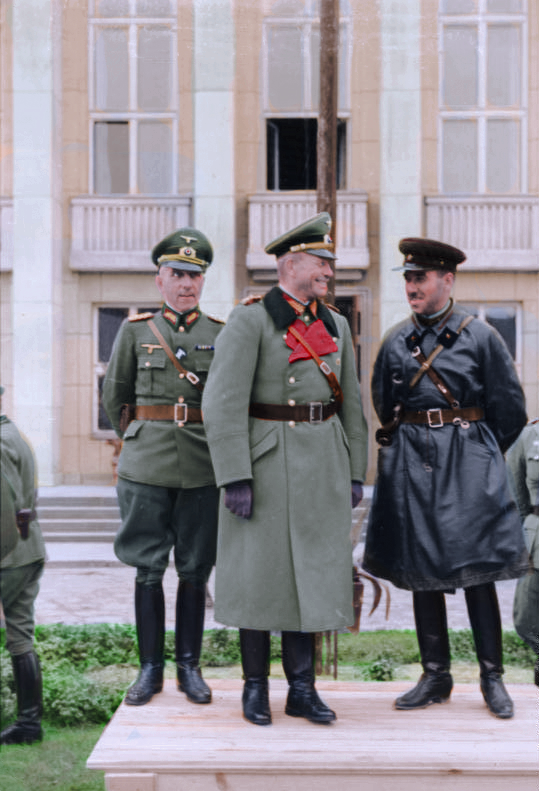
Во время передачи Бреста представителям РККА 22 сентября 1939 года. В центре — командир 19-го армейского корпуса Х. Гудериан, справа — командир советской 29-й легкотанковой бригады комбриг С. М. Кривошеин, слева — командир 20-й моторизованной дивизии вермахта Мориц фон Викторин.

С окончанием войны Кривошеин продолжил служить в 6-й кавалерийской дивизии (1-я Конная армия, Северо-Кавказский военный округ) на должностях заведующего разведкой 2-й кавалерийской бригады, командира для поручений (должность) при командире 1-й бригады, командира взвода и эскадрона 32-го кавалерийского полка.
В ноябре 1923 года был назначен на должность командира эскадрона 27-го кавалерийского полка (5-я кавалерийская дивизия, Северо-Кавказский военный округ).
В ноябре 1925 года был направлен на учёбу на находившиеся в Новочеркасске кавалерийские курсы усовершенствования командного состава, которые окончил в сентябре 1926 года. В сентябре 1928 года был направлен на учёбу в Военную академию имени М. В. Фрунзе, по окончании которой в мае 1931 года был назначен на должность начальника штаба 7-го механизированного полка (7-я кавалерийская дивизия, Ленинградский военный округ).
В феврале 1933 года был назначен на должность помощника начальника 1-го отделения Управления моторизации и механизации РККА, а в мае 1934 года — на должность командира 6-го механизированного полка (6-я казачья дивизия).
В 1935 году направлялся в служебные командировки в Чехословакию и Францию, за что был награждён орденом Красной Звезды.
С сентября 1936 по март 1937 года Кривошеин принимал участие в Гражданской войне в Испании, где командовал танковым отрядом и участвовал в том числе в обороне Мадрида. За участие в боевых действиях на территории Испании был награждён орденом Ленина.
В июне 1937 года написал донос Наркому Обороны Союза ССР на командира 6-го казачьего корпуса комдива Е. И. Горячева, в котором обвинял Горячева в поддержке репрессированного Уборевича.
После возвращения в СССР в июле 1937 года был назначен на должность командира 8-й отдельной механизированной бригады (Киевский военный округ), в октябре преобразованной в 8-ю отдельную танковую бригаду, после чего она была передислоцирована в Белорусский военный округ.
В 1938 году по заданию Маршала Советского Союза К. Е. Ворошилова Кривошеин был направлен в район боёв у озера Хасан в качестве представителя комиссии по расследованию причин неудачных боевых действий. После возвращения из командировки вновь был назначен на должность командира 8-й отдельной танковой бригады.
Принимал участие в Польском походе РККА и присоединении Западной Белоруссии. 22 сентября провёл переговоры с генералом Г. Гудерианом по процедуре передачи Бреста и всех территорий к востоку от реки Буг под контроль СССР. По случаю передачи Бреста состоялся парад вермахта перед частями РККА в Бресте и исполнением маршей обоими оркестрами..
Вскоре принял участие в советско-финской войне: 27 февраля 29-я танковая бригада под командованием Кривошеина в составе 256 танков Т-26 была передислоцирована из Бреста, а в марте наряду с 34-м стрелковым корпусом штурмом овладела Выборгом.
В мае 1940 года был назначен на должность командира 15-й механизированной дивизии, в июне — на должность командира 2-й танковой дивизии (3-й механизированный корпус), в декабре — на должность начальника Автобронетанкового управления Прибалтийского особого военного округа, а в марте 1941 года — на должность командира 25-го механизированного корпуса (Харьковский военный округ).

### Великая Отечественная война
С июля 1941 года мехкорпус под командованием Кривошеина вёл наступательные и оборонительные боевые действия против войск противника в районе городов Рогачёв, Жлобин и Гомель. Вскоре принял участие в обороне Могилёва.
В октябре 1941 года был назначен на должность начальника Управления боевой подготовки Главного автобронетанкового управления РККА, а в феврале 1943 года — на должность командира 3-го механизированного корпуса, который принимал участие в ходе Курской битвы, а затем в Белгородско-Харьковской наступательной операции.
Приказом НКО № 306 от 23 октября 1943 года за мужество и героизм личного состава 3-й механизированный корпус был удостоен почётного звания «Гвардейский», получив новый войсковой №, и преобразован в 8-й гвардейский механизированный, который вскоре принял участие в боевых действиях в ходе Житомирско-Бердичевской наступательной операции, во время которой прошёл до 300 км и участвовал в освобождении ряда населённых пунктов, в том числе городов Казатин и Бердичев.
В феврале 1944 года Кривошеин был назначен на должность командира 1-го механизированного корпуса, который принял участие в ходе Проскуровско-Черновицкой, Белорусской, Висло-Одерской и Берлинской наступательных операций, за время которых отличился при форсировании реки Щара, освобождении Слонима, Бреста и Берлина.
Указом Президиума Верховного Совета СССР от 29 мая 1945 года за умелое командование корпусом и личное мужество генерал-лейтенанту танковых войск Семёну Моисеевичу Кривошеину присвоено звание Героя Советского Союза с вручением ордена Ленина и медали «Золотая Звезда» (№ 5869).

### Послевоенная карьера

Могила Кривошеина на Кунцевском кладбище Москвы.

После окончания войны Кривошеин продолжил командовать 1-м механизированным корпусом в составе Группы советских войск в Германии, который уже 10 июня 1945 года был преобразован в 1-ю механизированную дивизию. Оставлен её командиром.
В июле 1946 года был назначен на должность начальника кафедры тактики бронетанковых и механизированных войск Военной академии имени М. В. Фрунзе.
С октября 1949 года состоял в распоряжении Главного управления кадров Вооружённых сил Советского Союза, после чего в марте 1950 года был назначен на должность командующего бронетанковыми и механизированными войсками Одесского военного округа. В январе 1952 года был направлен на учёбу на Высшие академические курсы при Высшей военной академии имени К. Е. Ворошилова, которые окончил в ноябре 1952 года. Нового назначения не получил и находился в распоряжении командующего бронетанковыми и механизированными войсками Советской армии ВС Союза ССР.
В мае 1953 года генерал-лейтенант танковых войск Семён Моисеевич Кривошеин вышел в запас. Умер 16 сентября 1978 года в Красногорске Московской области. Похоронен в Москве на Кунцевском кладбище (участок 9-3).

## Награды
- Медаль «Золотая Звезда» Героя Советского Союза (29.05.1945);
- три ордена Ленина (2.01.1937, 21.02.1945, 29.05.1945);
- три ордена Красного Знамени (13.02.1930, 3.11.1944, 20.06.1949);
- орден Кутузова 1-й степени (6.04.1945);
- орден Суворова 2-й степени (27.08.1943);
- орден Красной Звезды (16.08.1936);
- медали.

Иностранные награды
- Орден «Крест Грюнвальда» (ПНР);
- Медаль «За Варшаву 1939—1945» (ПНР);
- Медаль «За Одру, Нису и Балтику» (ПНР).

Почётные звания
- Почётный гражданин Бреста.

## Память
- В честь Кривошеина были названы теплоход Министерства речного флота, улицы в Воронеже, Бресте, Строителе (Белгородская область), городе Алексеевка (Белгородская область) и Пружанах (Брестская область).
- Мемориальные доски в честь С. М. Кривошеина установлены в Бресте (улица Кривошеина, дом № 3), Воронеже (улица Кривошеина, дом № 13) и Обояни (Курская область). Город Старые Дороги (Беларусь)
- Имя воина увековечено в Главном Храме Вооружённых сил России и на мемориале «Дорога памяти»[14].

## Воинские звания
- полковник (29 января 1936 года);
- комбриг (10 апреля 1937 года);
- генерал-майор танковых войск (4 июня 1940 года);
- генерал-лейтенант танковых войск (21 августа 1943 года).

## Сочинения
- Кривошеин С. М. Сквозь бури. Воспоминания о Первой Конной. — М.: Молодая гвардия, 1959. — 253 с. — ISBN 100-0-00004-624-6. Архивировано 21 июля 2017 года.
- Кривошеин С. М. Ратная быль. — М.: Советская Россия, 1962. — 254 с.
- Кривошеин С. М. Междубурье. — Воронеж: Центрально-Чернозёмное книжное издательство, 1964. Архивировано 12 июня 2010 года.
- Кривошеин С. М. Чонгарцы. — М.: Советская Россия, 1975. — 272 с. (недоступная ссылка)

### Комментарии
1. ↑  Переговоры велись на французском языке, которым владели и Гудериан, и Кривошеин.
2. ↑  Формально совместное прохождение войск не являлось парадом, поскольку войска шли в походных колоннах, но со знаменами и оркестром. Эта тонкость специально обговаривалась Кривошеиным на переговорах с Гудерианом.

### Сноски
1. ↑  Память народа. Дата обращения: 9 июля 2022. Архивировано 9 июля 2022 года.
2. ↑  Свердлов Ф. Д. Евреи — генералы Вооружённых сил СССР.. — М., 1993. — С. 17.
3. ↑  Как писал Гудериан в своих мемуарах: «В день передачи Бреста русским в город прибыл комбриг Кривошеий, танкист, владевший французским языком; поэтому я смог легко с ним объясниться».
4. ↑  Военная одиссея Семена Кривошеина. infovoronezh.ru. Дата обращения: 18 ноября 2021. Архивировано 18 ноября 2021 года.
5. ↑  Черушев Н. С. Тридцать седьмой год: НКВД и Красная Армия. // Военно-исторический архив. — 1999. — № 7. — С.4—5.
6. ↑  Семён Кривошеин. timenote.info. Дата обращения: 23 мая 2019.
7. ↑  Брестская крепость держит оборону. Дата обращения: 18 ноября 2008. Архивировано 4 апреля 2015 года.
8. ↑  Советско-фашистская дружба: 23 сентября 1939 года в Бресте прошёл совместный парад вермахта и Красной Армии Архивная копия от 7 сентября 2011 на Wayback Machine.
9. ↑  Парад фашистов: германские нацисты и советские коммунисты на марше Архивная копия от 30 июня 2009 на Wayback Machine.
10. ↑  In Between Two Wars. 1921—1941 Архивная копия от 2 февраля 2008 на Wayback Machine.
11. ↑  Василий Сарычев. Совместный парад 1939 года. «Вечерний Брест» (2007). Дата обращения: 5 сентября 2009. Архивировано 16 декабря 2011 года.
12. ↑  Коломиец, М. В. Танки в Финской войне 1939—1940 гг. — М.: Яуза: Эксмо, 2013. — С. 61. — 144 с. — (Война и мы. Танковая коллекция). — 1500 экз. — ISBN 978-5-699-64361-5.
13. ↑  Наша история — Еврейский мир — Центральный Еврейский Ресурс. Сайт русскоязычных евреев всего мира. Еврейские новости. Еврейские фамилии Архивная копия от 11 ноября 2013 на Wayback Machine.
14. ↑  «Дорога памяти». Дата обращения: 13 февраля 2023. Архивировано 13 февраля 2023 года.